# فترة العبيد
فترة العبيد (حوالي 6500 – 3700 قبل الميلاد) هي فترة عصر ما قبل التاريخ بلاد الرافدين؛ الاسم مشتق من تل العبيد حيث أُجري أول تنقيب كبير عن مواد من فترة العبيد في البداية عام 1919 بواسطة هنري هول ولاحقًا بواسطة ليونارد وولي.
منح تل العبيد الواقع غرب مدينة أور في جنوب العراق، ضاحية ذي قار، اسمه لفخار العصر الحجري الحديث العائد لفترة ما قبل التاريخ، ومنح اسمه أيضا لحضارة العصر الحجري النحاسي التي تمثل أول المستوطنات في السهل الرسوبي لجنوب بلاد ما بين النهرين. ثقافة العبيد بدأت منذ حوالي 5300 سنة قبل الميلاد، واستمرت حتى بداية فترة أوروك سنة 4000 قبل الميلاد، واختراع عجلة الفخار وبداية العصر النحاسي تقع في فترة العبيد.

## مجتمع
تتميز ثقافة العبيد بوجود مستوطنات قروية كبيرة بدون أسوار، ومنازل مستطيلة متعددة الغرف مصنوعة من الطين، وظهور أول المعابد المعمارية العامة في بلاد الرافدين، مع نمو هرمية استيطانية من طبقتين تضم مواقع مركزية كبيرة تزيد مساحتها عن 10 هكتارات محاطة بمواقع قروية أصغر تقل مساحتها عن هكتار. كانت المعدات المنزلية تشمل خزفًا من نوعية جيدة ذات لون بني أو أخضر مزخرفة بتصاميم هندسية باللونين البني أو الأسود. كانت الأدوات مثل المنجل تُصنع غالبًا من الطين المحروق في الجنوب، بينما كان يُستخدم الحجر وأحيانًا المعدن في الشمال. وبالتالي، احتوت القرى على حرفيين متخصصين، مثل الفخارين، وعمال النسيج، وعمال المعادن، على الرغم من أن الجزء الأكبر من السكان كانوا من عمال الزراعة، والمزارعين، والرعاة الموسميين.
خلال فترة العبيد (5000-4000 قبل الميلاد)، بدأ الاتجاه نحو التحضر. "كانت الزراعة وتربية الحيوانات (التدجين) تمارس على نطاق واسع في المجتمعات المستقرة". كانت هناك أيضًا قبائل تمارس تدجين الحيوانات في أقصى الشمال مثل تركيا، وفي أقصى الجنوب مثل جبال زاغروس. ارتبطت فترة العبيد في الجنوب بالزراعة المكثفة المعتمدة على الري، واستخدام المحراث، وكلاهما تم تقديمه من الشمال، ربما من خلال ثقافات تشوغا مامي، وحجي محمد، وسامراء السابقة.
نشأت ثقافة العبيد أصلا في الجنوب، لكن ارتباطها يظهر واضحا بالثقافات الأبكر في منطقة وسط العراق الحالي؛ إن ظهور مجموعات العبيد يتم ربطه أحيانا بما يسمى بالمشكلة السومرية المتعلقة بأصل الحضارة السومرية، لكن مهما يكن الأصل العرقي لهذه المجموعات فإن هذه الحضارة شهدت للمرة الأولى تقسيما اجتماعيا ثلاثيا: بين المزارعين الحراثين الذين يزرعون بكثافة لأجل معيشتهم، مع محاصيل وحيوانات قادمة من الشمال، وبدو رعاة يسكنون الخيام، يعتمدون على قطعانهم، وصيادي أسماك في المناطق المطلة على خليج العرب يسكنون أكواخ القصب.
يصف شتاين (Stein) وأوزبال (Özbal) الانتشار الاستيطاني بالشرق الأدنى بأنه نتاج توسع ثقافة العبيد، مناقضا إياه مع التوسع «الاستعماري» في فترة أوروك اللاحقة؛ فالتحليل حسب السياق ومقارنة المناطق المختلفة، يُظهر أن توسع ثقافة العبيد وانتشارها في منطقة واسعة تم من خلال الانتشار السلمي، مؤديا إلى تشكيل العديد من الهُويَّات الجديدة للشعوب الأصلية، التي خصصت وحولت عناصر سطحية من مواد حضارة العبيد إلى تعابير متميزة محلية.

### الحروب
هناك بعض الأدلة على الحروب خلال فترة العبيد، على الرغم من أنها نادرة جدًا. قد تشير "القرية المحترقة" في تل صبي أبيض إلى دمار خلال الحرب، ولكن يمكن أن يكون السبب أيضًا نتيجة لحرائق الغابات أو حوادث أخرى. من الممكن أيضًا أن يكون هناك حرق طقوسي نظرًا لأن الجثث الموجودة داخلها كانت قد توفيت بالفعل عندما تم حرقها. احتوى قبر جماعي في تيبي غاورا على 24 جثة مدفونة على ما يبدو دون أي طقوس جنازية، مما قد يشير إلى أنها كانت قبرًا جماعيًا نتيجة للعنف. كانت هناك أيضًا أسلحة نحاسية في شكل رؤوس سهام وكرات رمي، على الرغم من أنه يمكن استخدامها لأغراض أخرى؛ فقد تم العثور على وعائين طينيين من تلك الفترة تحملان زينة تظهر سهامًا استخدمت للصيد. تم صنع رأس فأس نحاسي في أواخر فترة العبيد، والذي يمكن أن يكون أداة أو سلاحًا.

### اللغة والعرق والوراثة
لا يمكن تحديد اللغات التي كانت تُتحدث خلال فترة العبيد. على الرغم من أن فترة العبيد هي فترة ما قبل التاريخ، فقد برزت بشكل بارز في المناقشات حول أصل وحضور اللغتين السومرية والأكدية في سومر. تُعرف هذه المناقشة بـ "مشكلة السومريين" أو "سؤال السومريين". كانت نقطة انطلاق هذه المناقشة هي أن أقدم الألواح المسمارية كُتبت بالسومرية، وأن الألواح التصويرية السابقة من الفترتين المتأخرة أوروك وجمدة نصر (3200-3000 قبل الميلاد) كانت على الأرجح مكتوبة بنفس اللغة. استنادًا إلى هذه الأدلة، اقترح هنري فرانكفورت في ثلاثينيات القرن الماضي أن الأشخاص الذين كتبوا وتحدثوا السومرية جاءوا في الأصل من المرتفعات الإيرانية واستقروا في بلاد الرافدين في بداية فترة العبيد. من ناحية أخرى، اعتقد سبايسر أن السومريين دخلوا بلاد الرافدين خلال فترة أوروك وفسر الأنماط الإقليمية التي كانت موجودة قبل ذلك، أي العبيد، حسونة، حلاف، كدليل على وجود مجموعات عرقية متميزة.
أخذت المناقشات الحديثة نهجًا أكثر حذرًا، حيث اتُخذت الاحتياطات لعدم المساواة بين الأواني والأشخاص أو اللغة والعرق. وقد أكد علماء الآثار أن هناك درجة عالية من الاستمرارية الثقافية واضحة خلال فترتي العبيد وأوروك، ويبدو أنه يوجد بعض الاتفاق على أن "العلاقة بين ثلاث فئات، لغوية، عرقية وعرقية، معقدة للغاية في بلاد الرافدين ولا تزال بعيدة عن أن تكون موضع تحقيق كاف".
توفر التحليلات الوراثية النادرة للمواد الهيكلية البشرية من مواقع أثرية مختلفة في شمال بلاد الرافدين (لم يتم تأريخ أي منها إلى فترة العبيد) بعض الأدلة على الروابط الوراثية مع مناطق أخرى، لكنها تقدم أيضًا أدلة على الاستمرارية في بلاد الرافدين نفسها. والأهم من ذلك، لم يتم تنقيح تأريخ تدفقات الجينات التي تم اكتشافها إلى النقطة التي يمكن تخصيصها لفترة العبيد - أو أي فترة أخرى سابقة لتلك التي جاءت منها المواد الهيكلية. بعبارة أخرى، قد تكون هذه التدفقات الجينية قد حدثت خلال فترة العبيد - أو لا.

## الثقافة المادية

### الفخار
تميزت فترة العبيد في البداية بناءً على خزفها المزين. لا تزال الخزفيات تعتبر سمة رئيسية لتحديد التسلسل الزمني والتوزيع الجغرافي لهذه الفترة. يتراوح لون الطلاء من الأسود إلى البني والأرجواني والأخضر الداكن، بينما يكون لون الخزف نفسه عادةً بين البني الفاتح والأحمر/البني الأخضر. كانت خزفيات العبيد 1-2 مزينة بزخارف كثيفة، هندسية، وتجريدية. بينما كانت خزفيات الفترات اللاحقة أقل زخرفة، مع وجود الأشرطة والشرائط كأكثر الأنماط شيوعًا. بدأ استخدام العجلة الفخارية البطيئة في العبيد 3-4، مما قد يكون له دور في تقليل الزخرفة.
يعتبر وعاء "كوبا" الخشن، المُعزّز بالنباتات، الذي وُجد في العديد من المواقع في شمال بلاد الرافدين من الفترات المتأخرة وما بعد العبيد، كنوع من الأوعية لتوزيع الحصص الغذائية أو كدليل على إنتاج أكثر تخصصًا، وقد يُعتبر سلفًا لوعاء الحافة المائلة من فترة أوروك. كما هو الحال مع العديد من جوانب الثقافة المادية للعبيد، من الممكن تمييز تقاليد جغرافية مختلفة في إنتاج وعاء الكوبا خلال فترة العبيد.

Ubaid pottery
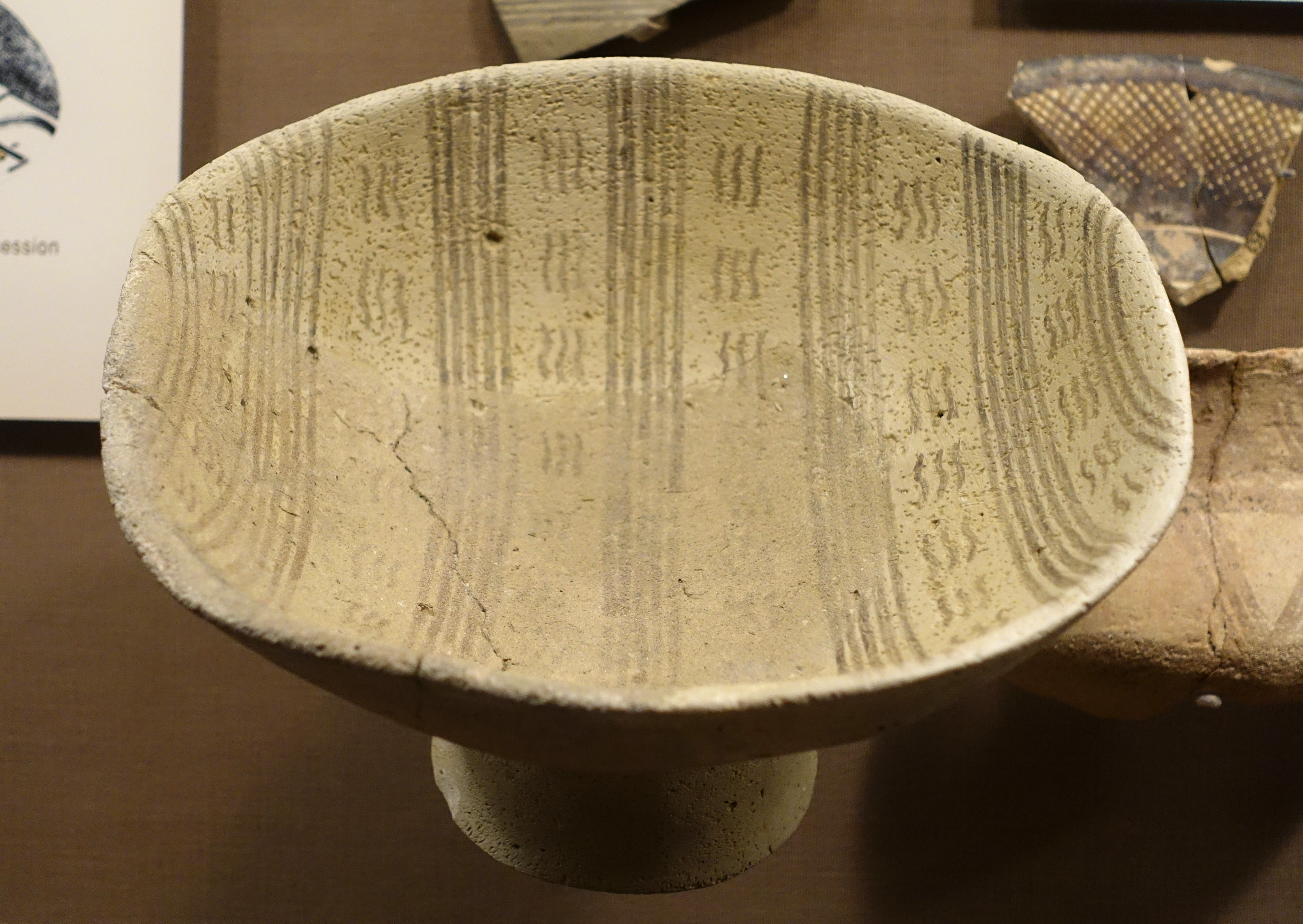
وعاء عبيد ذو قدم واحدة 0-1 من جودين تيبي، موجود حاليًا في متحف المعهد الشرقي
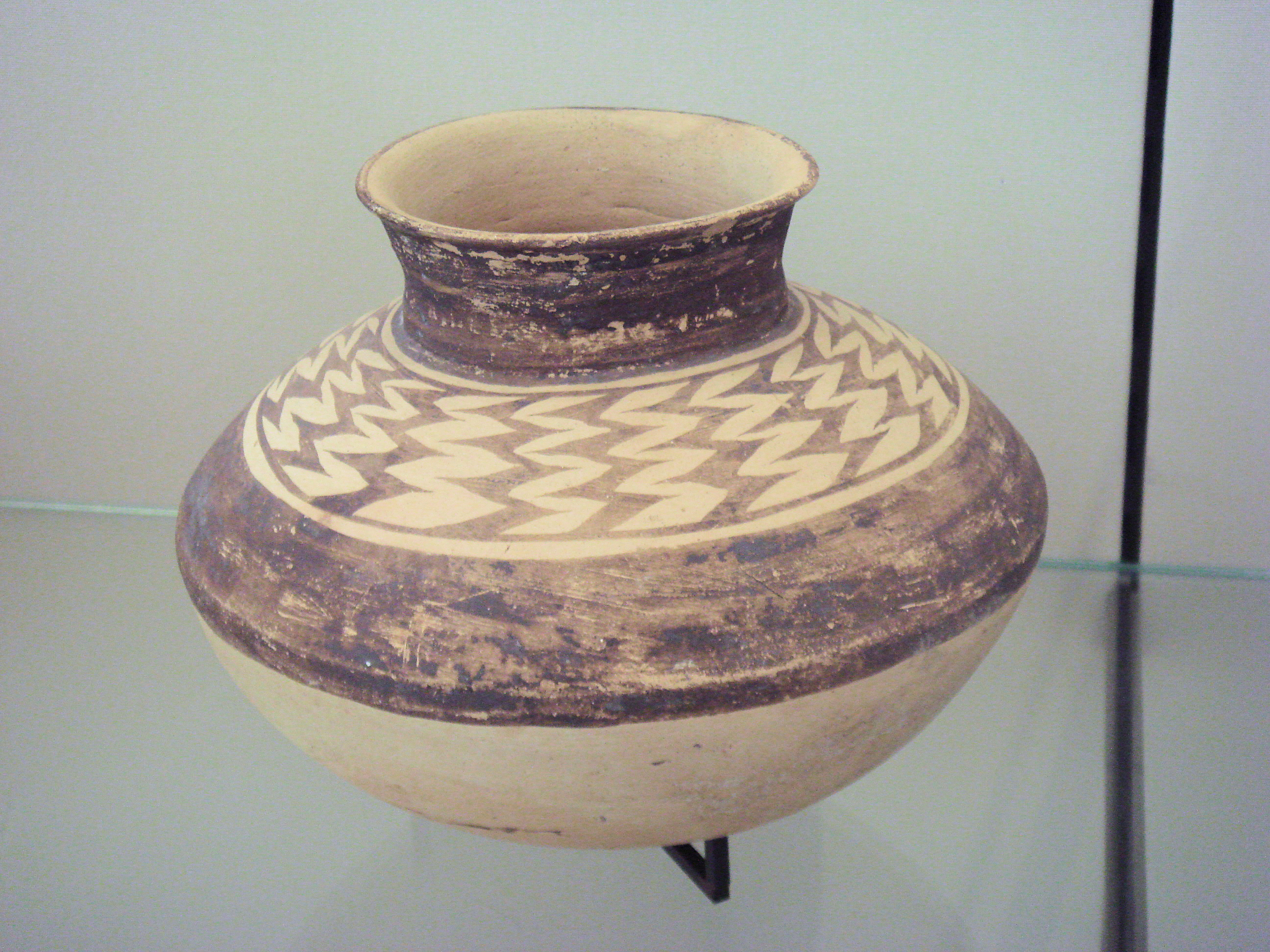
فخار عبيد 3، موجود حالياً في متحف اللوفر (AO 29611)
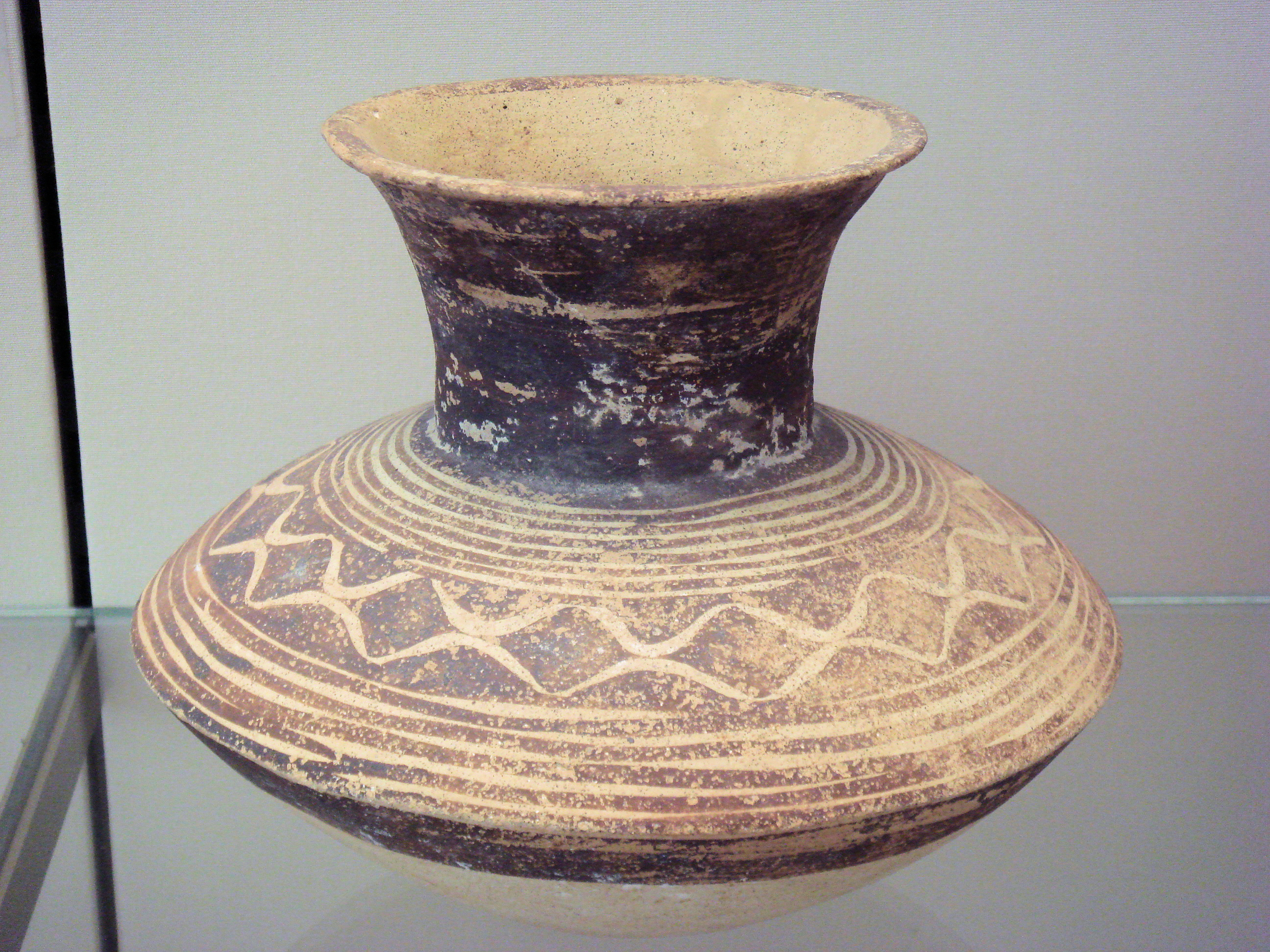
فخار عبيد 3، موجود حالياً في متحف اللوفر (AO 29598)
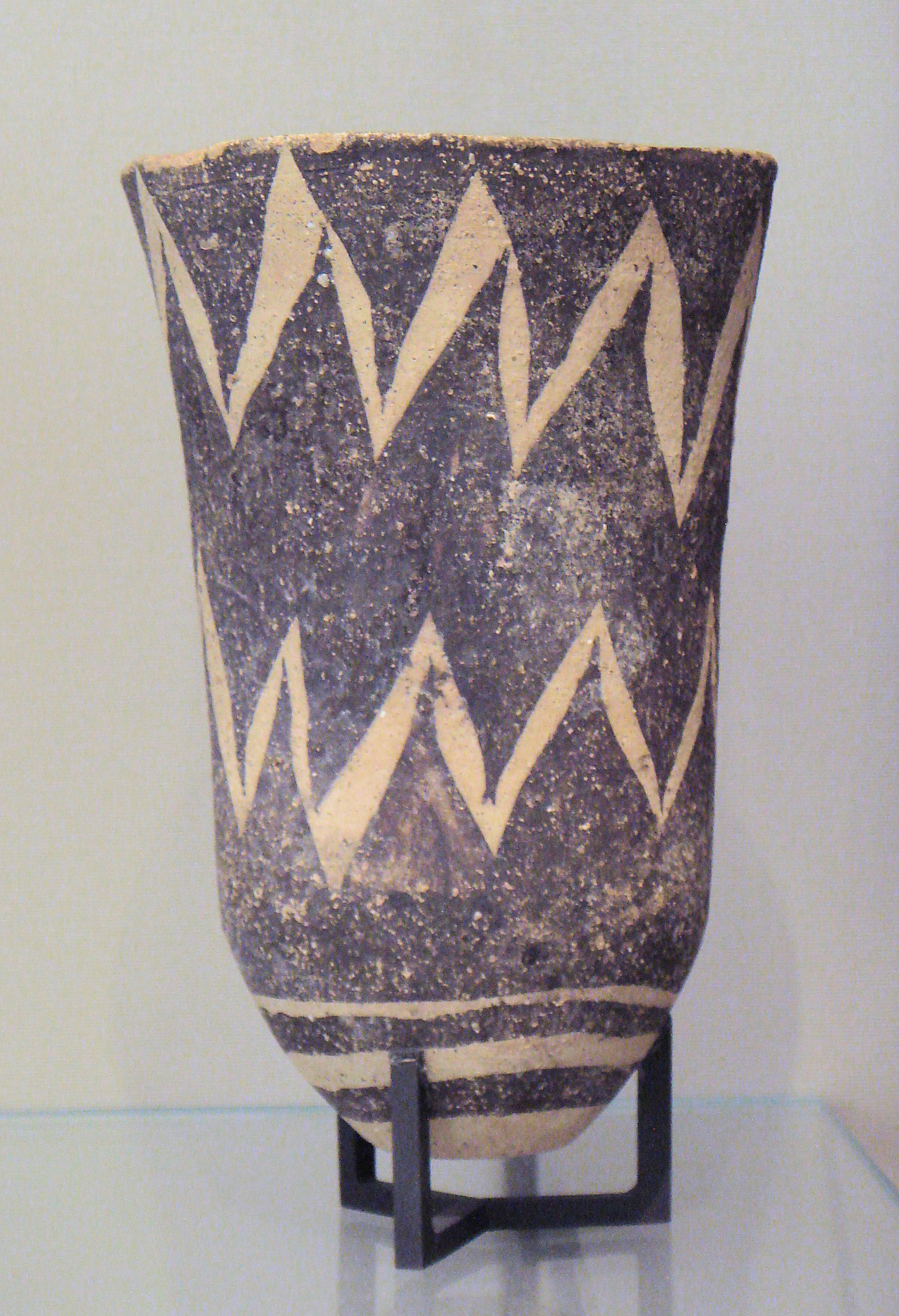
فخار عبيد 3، موجود حالياً في متحف اللوفر (AO 29616)
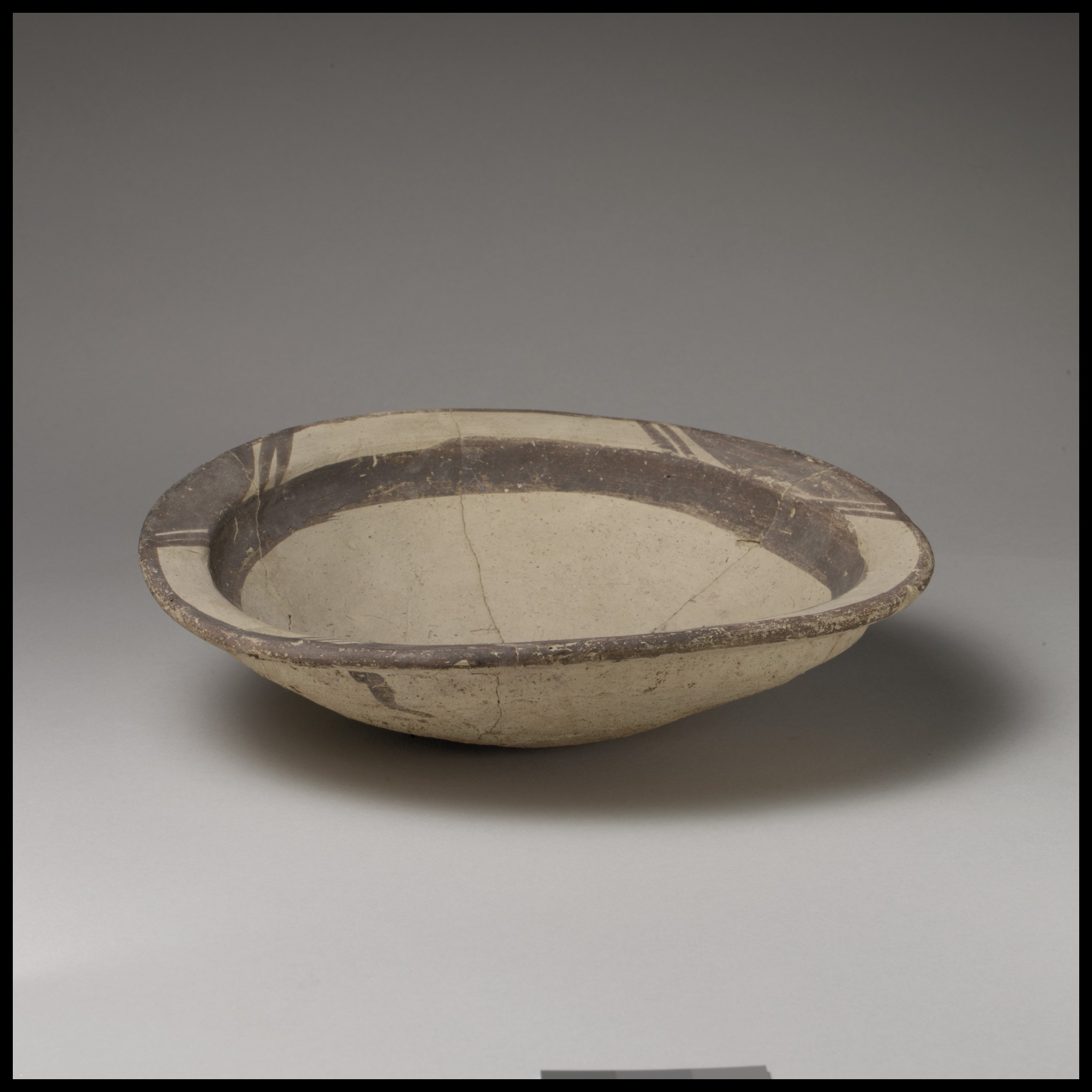
وعاء؛ منتصف الألفية السادسة إلى الخامسة قبل الميلاد؛ سيراميك؛ 6.99 سم؛ تل أبو شهرين؛ متحف المتروبوليتان للفنون
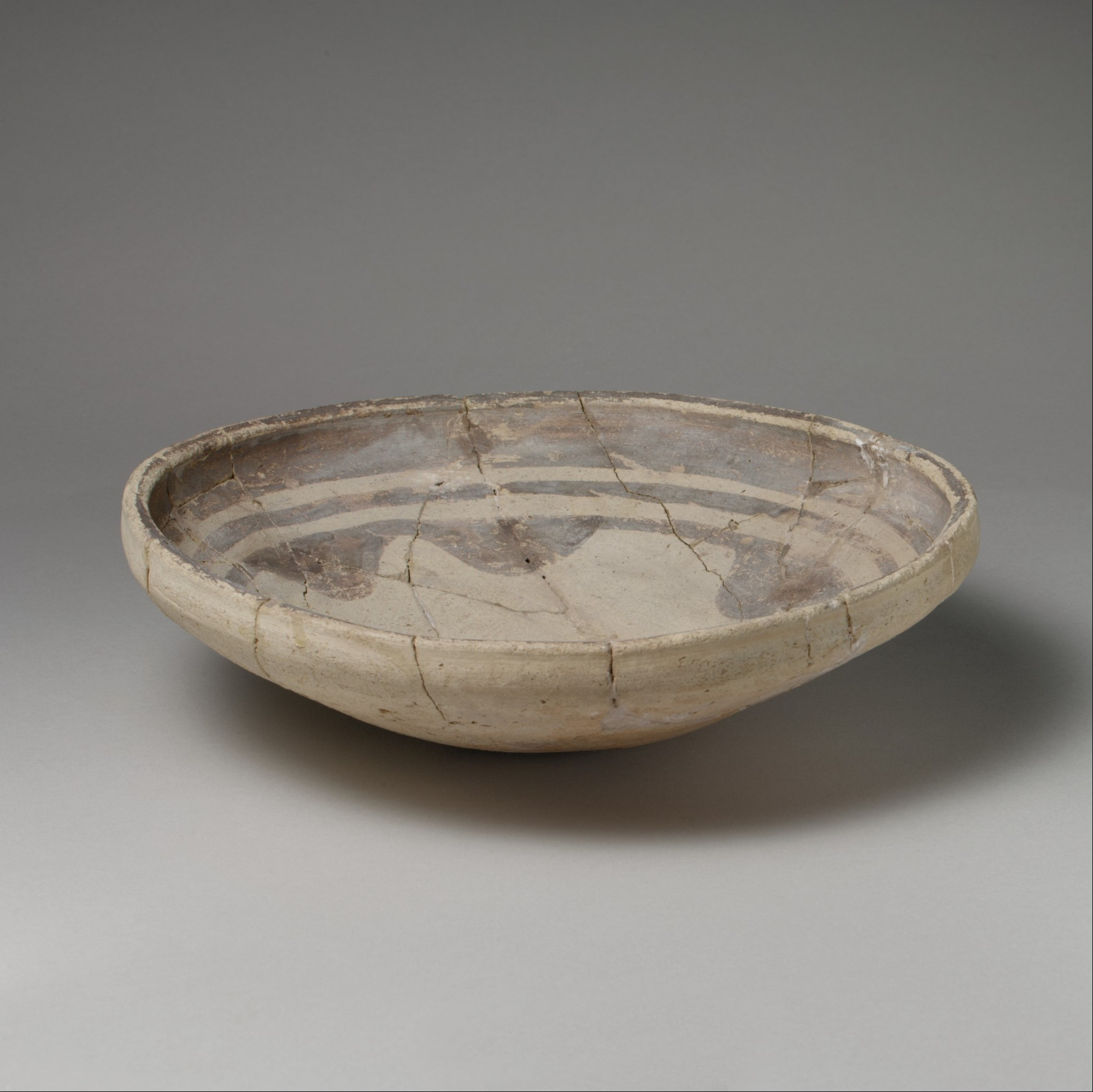
وعاء؛ منتصف الألفية السادسة إلى الخامسة قبل الميلاد؛ سيراميك؛ تل أبو شهرين؛ متحف المتروبوليتان للفنون
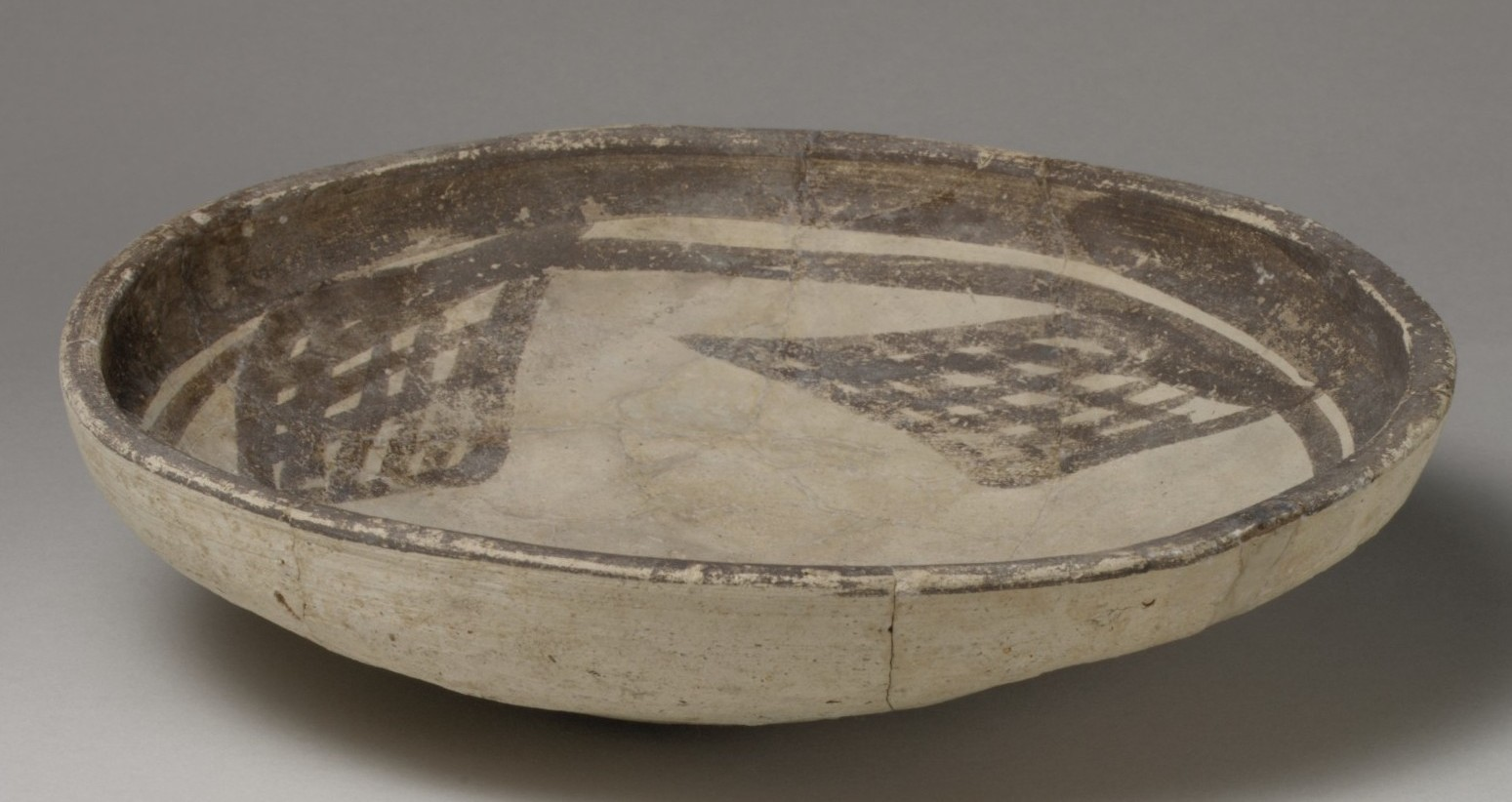
وعاء؛ منتصف الألفية السادسة إلى الخامسة قبل الميلاد؛ سيراميك؛ 5.08 سم؛ تل أبو شهرين؛ متحف المتروبوليتان للفنون
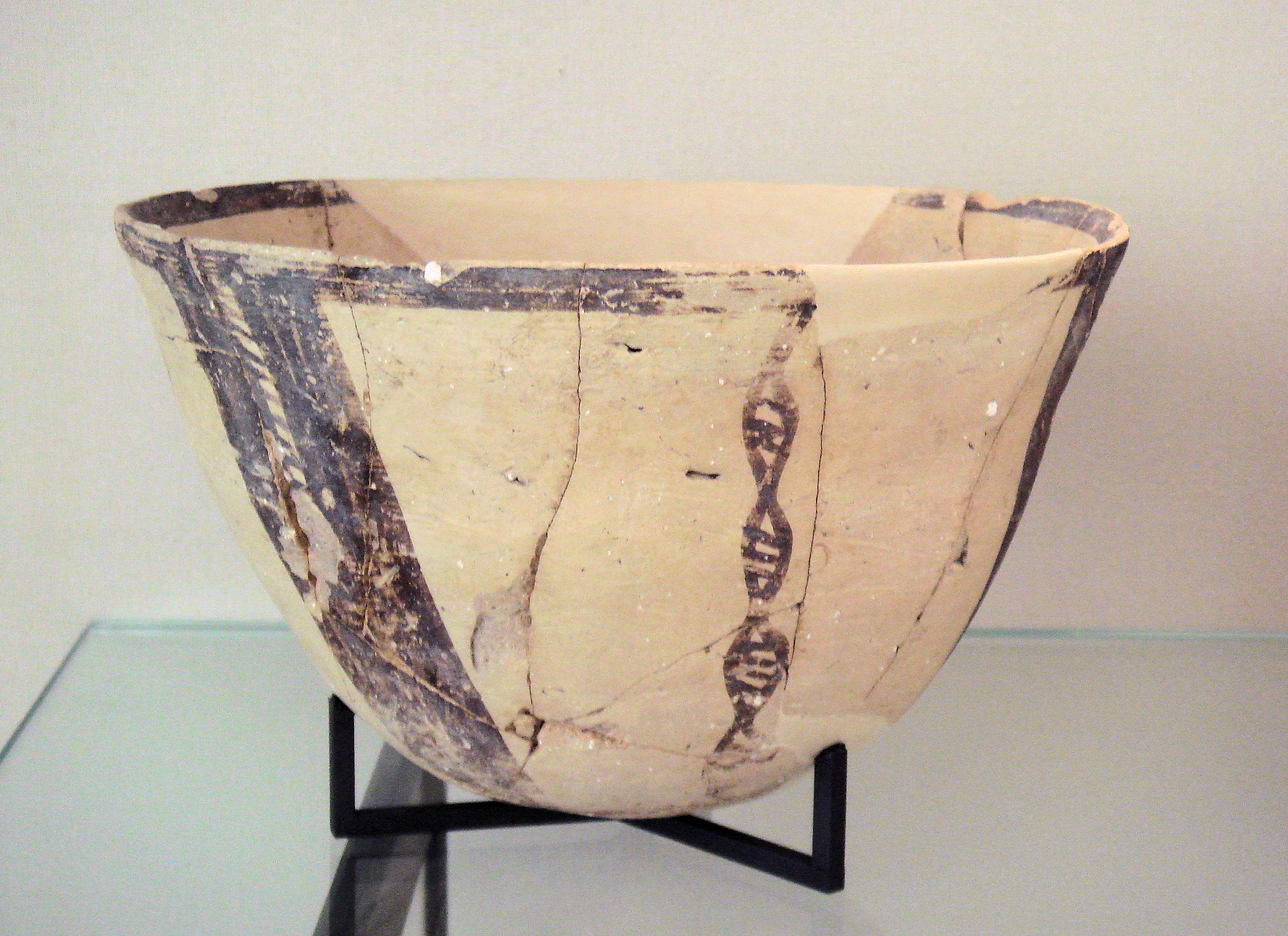
الفخار؛ ق.5100– ق.4500 ق.م. السيراميك. تيبي غاورا؛ متحف اللوفر
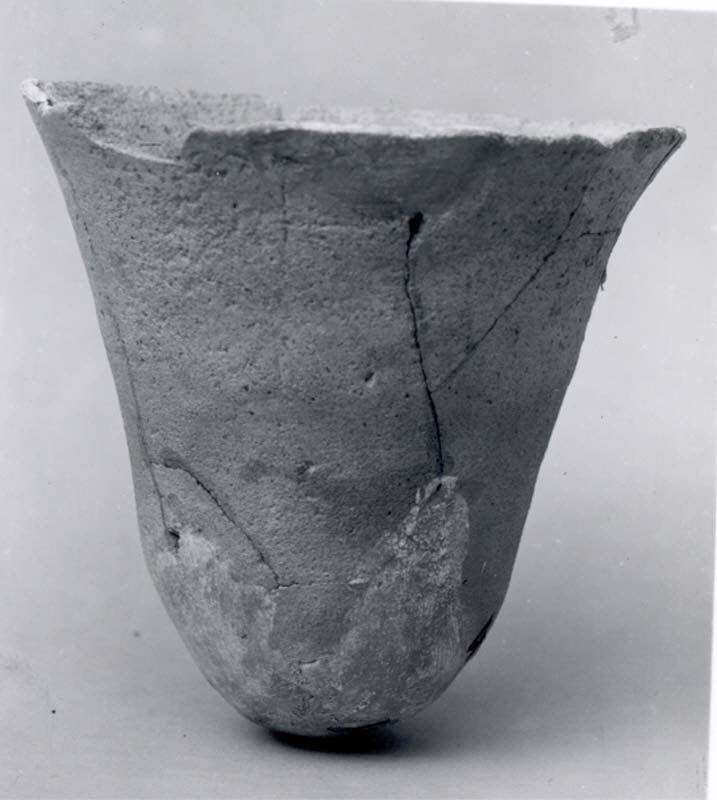
كأس؛ منتصف الألفية السادسة إلى الخامسة قبل الميلاد؛ سيراميك؛ 8.56 سم؛ تل أبو شهرين؛ متحف المتروبوليتان للفنون
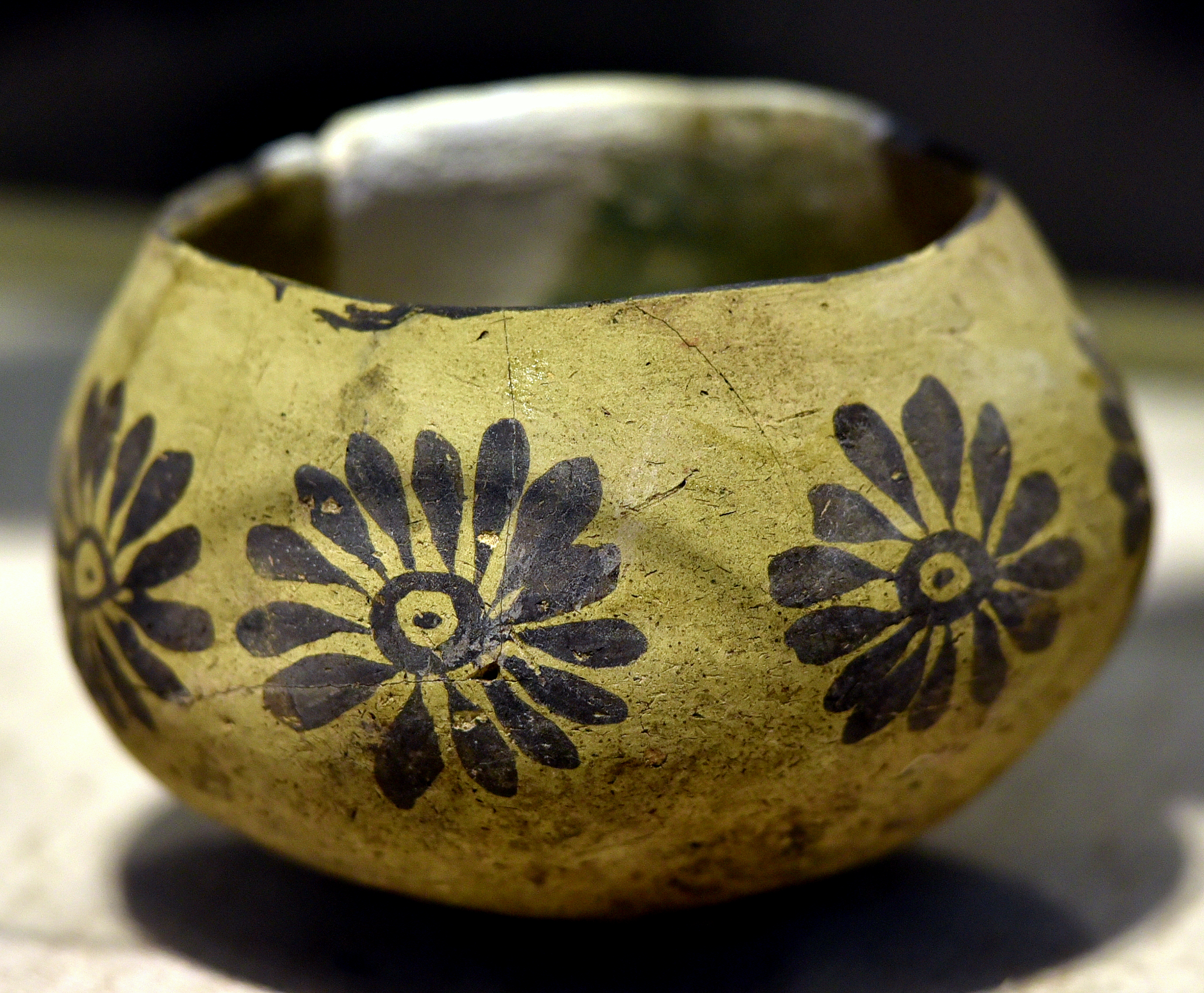
وعاء فخاري ذو قاع مستدير ودهان أحادي اللون (وردات)؛ ق. 5000 قبل الميلاد؛ تلال ثلاثات؛ متحف العراق
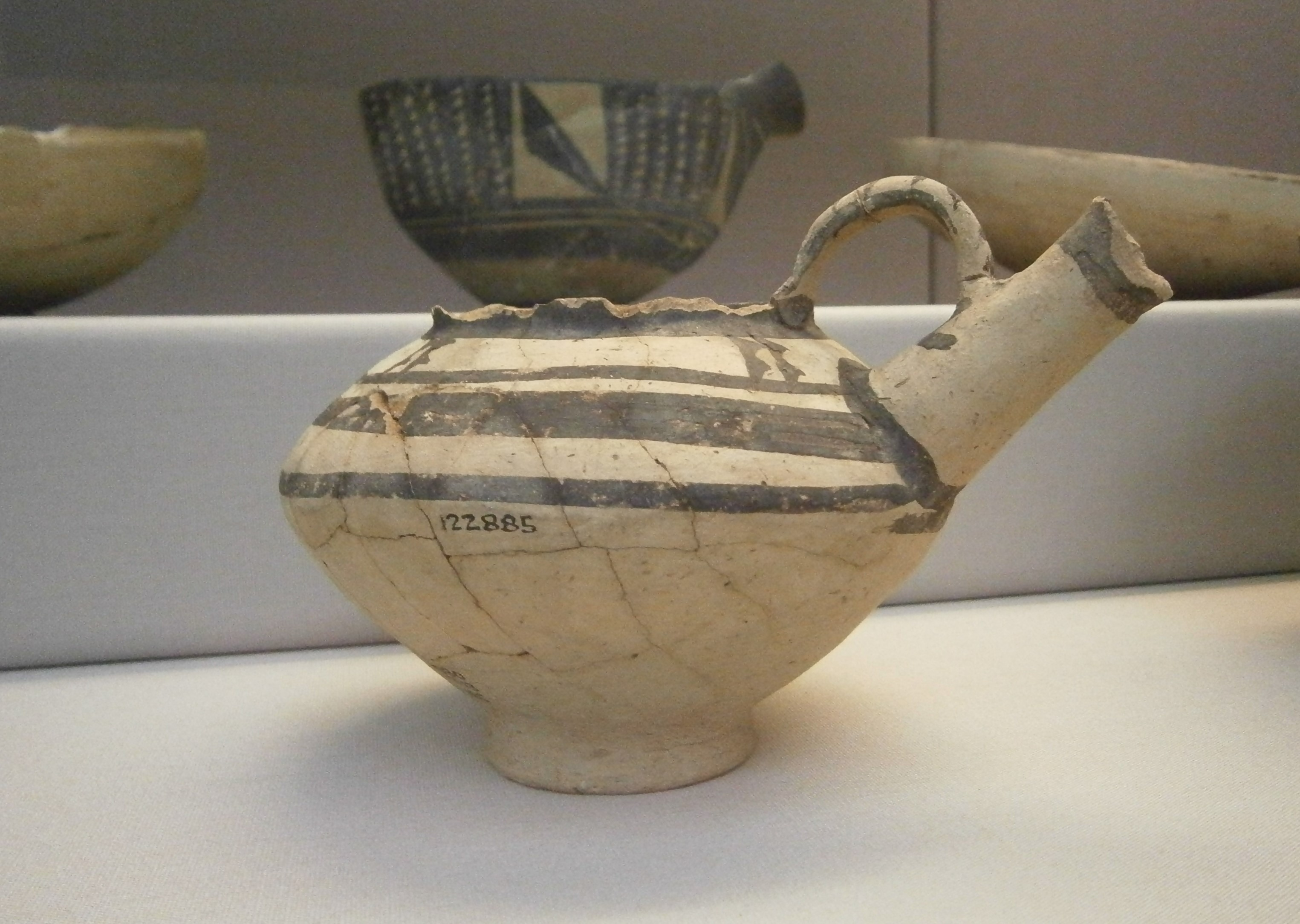
أواخر عصر العبيد؛ جرة ذات فوهة مزخرفة بتصاميم هندسية مطلية بطلاء داكن؛ 5200 ق.م - 4200 ق.م؛ تل المقيّر؛ المتحف البريطاني
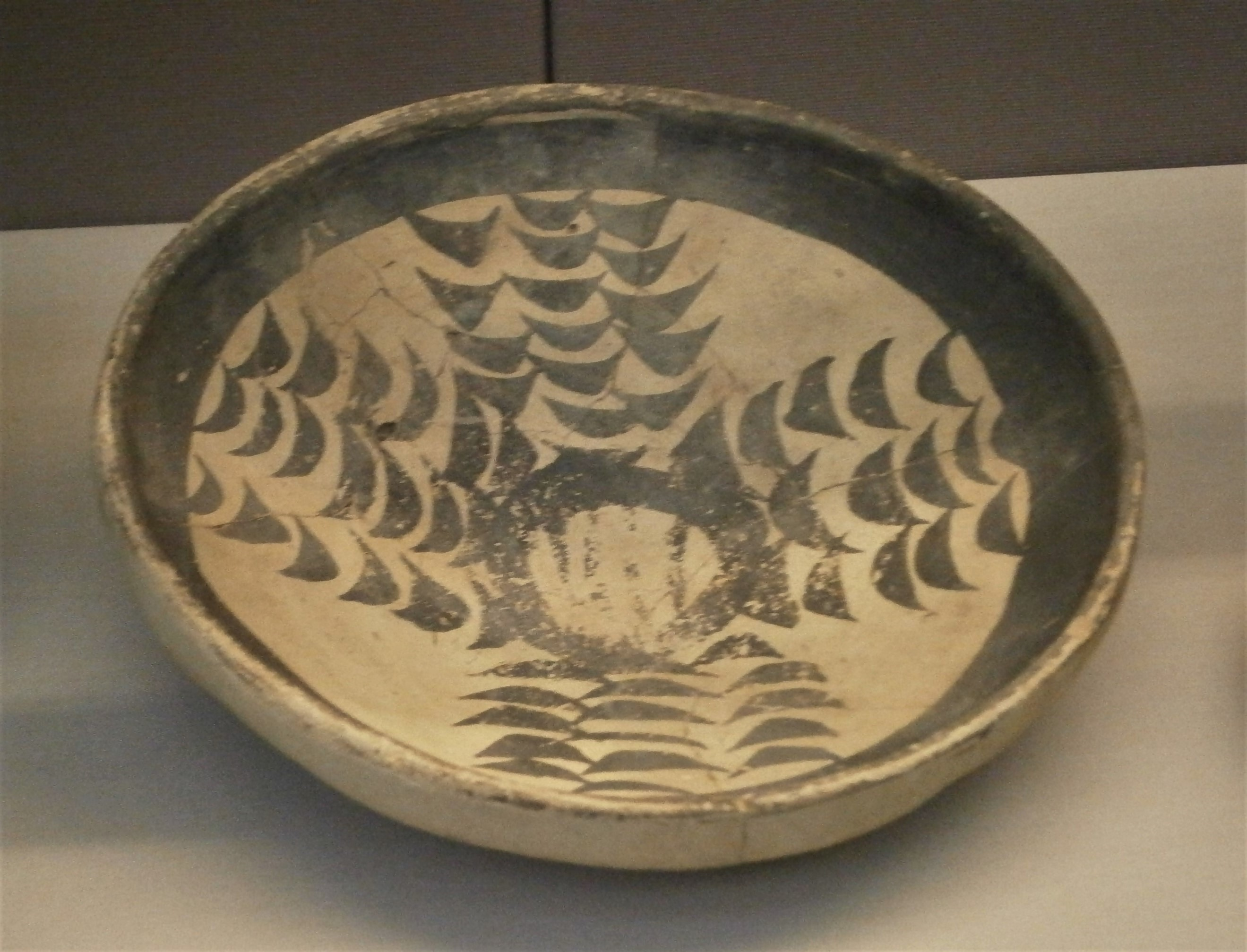
أواخر فترة العبيد؛ وعاء مطلي، مزين بتصاميم هندسية بطلاء داكن؛ 5200 ق.م - 4200 ق.م؛ تل المقيّر؛ المتحف البريطاني
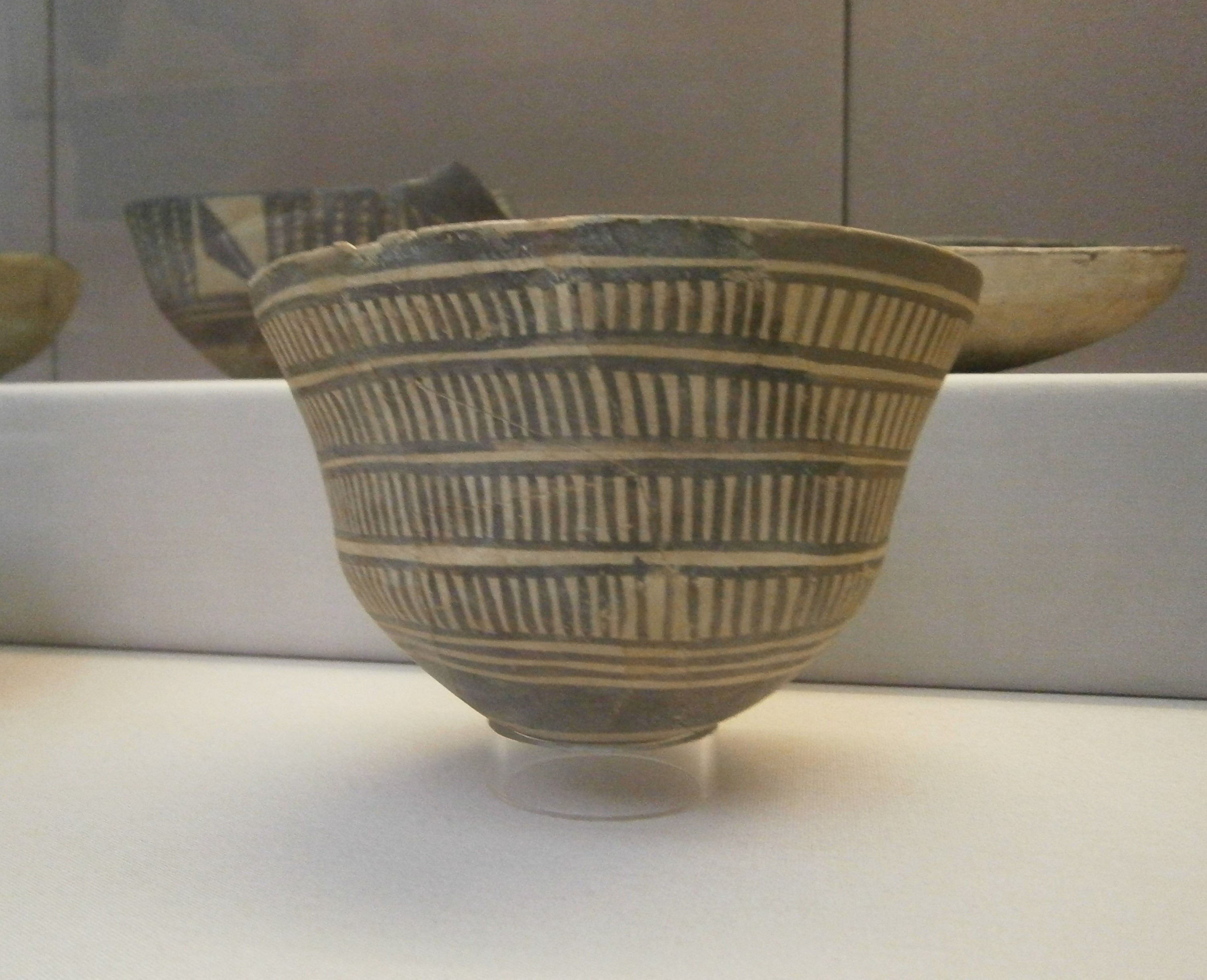
أواخر فترة العبيد؛ كأس مطلية، مزينة بتصاميم هندسية في وشم الطلاء الداكن؛ 5200 ق.م - 4200 ق.م.
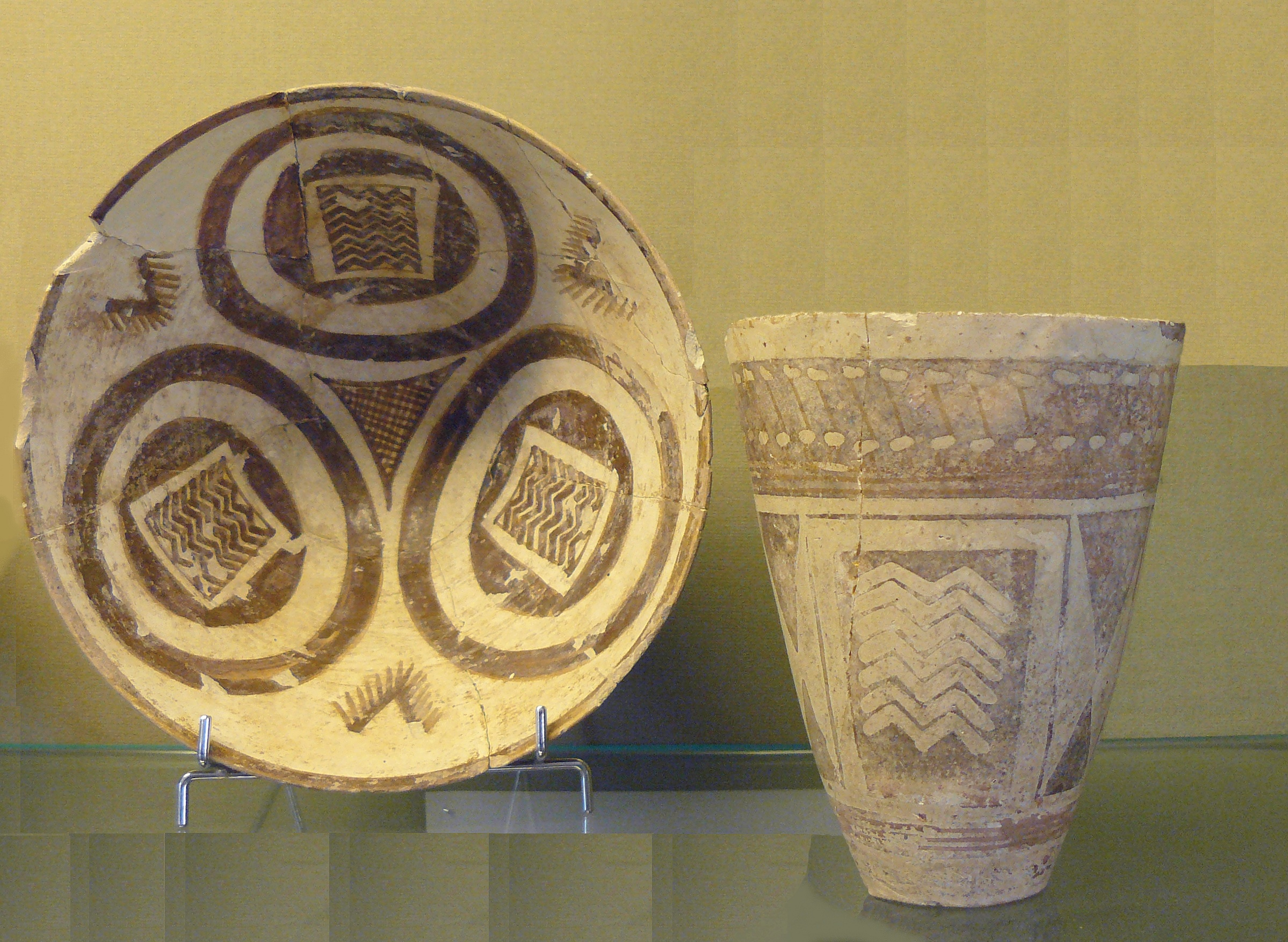
كأس وكأس؛ ق.4000 ق.م. سوسة؛ سيفر – متحف مدينة الخزف

### أدوات الحجر
كان الصوان متوفرًا على نطاق واسع في بلاد الرافدين، ويمكن الحصول عليه من الكتل الصخرية في زاغروس وجبل سنجار، ومن الحجر الجيري والشرفات النهرية في شمال بلاد الرافدين، ومن الرواسب الطينية في جنوب بلاد الرافدين. تم استخدام أنواع مختلفة من الصوان، اعتمادًا على نوع الأداة المصنوعة منه. على سبيل المثال، كانت الشفرات تُصنع من صوان عالي الجودة مقارنةً بالأدوات الأخرى، وقد تم إنتاجها في مواقع منفصلة، مما يشير إلى أن المواد الخام وكذلك المنتجات النهائية تم نقلها لمسافات أكبر. استخدم الصوان لمجموعة متنوعة من الأدوات، بما في ذلك رؤوس الأسهم، وشفرات المنجل، والمعاول (التي تُعتبر أحيانًا سمة مميزة لثقافة العبيد) ومجموعة من الأدوات للحفر. تُظهر تجمعات الصوان تباينًا إقليميًا وزمنيًا.
كان السبج أيضًا قيد الاستخدام خلال فترة العبيد، على الرغم من أن نسبة الأدوات المصنوعة من السبج التي تم العثور عليها في المواقع الأثرية تختلف بشكل كبير عبر بلاد الرافدين. في المواقع على طول نهر الفرات الأوسط، كان يُعثر عادةً على قطع قليلة، كما كانت عدد القطع الأثرية من السبج محدودة أيضًا في المواقع الجنوبية. بينما كان السبج أكثر شيوعًا في المواقع على طول الخابور والفرات. يبدو أيضًا أن السبج كان أقل شيوعًا خلال فترة العبيد مقارنةً بفترة حلاف السابقة وفترة أوروك اللاحقة. يمكن نقل السبج لمسافات تصل إلى مئات الكيلومترات. على سبيل المثال، كانت أدوات السبج التي وُجدت على طول الساحل الخليجي في مواقع مثل دوسرية (السعودية) ووادي الضبيعان(قطر) تأتي من مصادر في جنوب شرق تركيا.
قد تكون فترة العبيد قد شهدت تحولًا في إنتاج أدوات الصوان من نشاط منزلي إلى نشاط متخصص يقوم به حرفيون مكرسون. قد يكون هذا مرتبطًا بتقديم تقنية الشفرات الكنعانية، التي أصبحت شائعة في الألفية الرابعة قبل الميلاد، والتي قد تكون مرتبطة نفسها بزيادة الإنتاج الضخم وتعزيز استراتيجيات الزراعة.

### المعادن
تأتي الأدلة على التعدين من عدة مواقع في بلاد الرافدين العليا، جميعها تعود إلى المراحل النهائية من فترة العبيد. في مرسين، المستوى السادس عشر (5000-4900 قبل الميلاد)، وُجدت دبابيس وأزاميل من النحاس غير السبائكي. في المواقع الواقعة في جنوب شرق الأناضول مثل ديغيرمنتيبي ونورشونتيبي، تم ممارسة الإنتاج المعدني خلال فترة العبيد 3، كما يتضح من الأفران والقطع الأثرية المرتبطة بها. في تل نادر في أواخر الألفية الخامسة، شمال العراق، تم اكتشاف أفران قد تكون استخدمت لإنتاج كل من الفخار والمعادن. تُعرف أيضًا الأشياء النحاسية من مستويات العبيد في تيبي غاورا (المستويات السابعة عشر إلى الثانية عشر) وتل عربجية. كانت الأشياء النحاسية غائبة في مستويات العبيد في إريدو و"عويلي"، مما قد يدل على أن استخدام النحاس انتشر نحو الجنوب من الشمال. ومع ذلك، قد يكون النحاس قد تم تداوله، حيث وُجد في دفن النخبة في مقبرة سوسة I (نهاية العبيد) في شوشان شرق نهر دجلة. بشكل عام، يبدو أن الأشياء النحاسية نادرة جدًا، ولم يتم العثور على الذهب أيضًا في مواقع العبيد.

### القوارب ونماذج القوارب
توفر فترة العبيد أول دليل على استخدام القوارب في الشرق الأدنى القديم. تم العثور على نماذج قوارب خزفية من العديد من المواقع عبر بلاد الرافدين، من زيدان وتل مشنقة في شمال سوريا الحديثة إلى إريدو و"عويلي" في الجنوب وأبادة في حمرين. تعود هذه النماذج إلى الفترات من العبيد 1-4، لكنها تصبح أكثر شيوعًا من العبيد 3 فصاعدًا. تشير النماذج إلى أن أنواعًا مختلفة من القوارب قد كانت قيد الاستخدام، بما في ذلك قوارب القصب، وقوارب ذات صواري. لم يتم العثور على أي دليل على وجود قوارب في مواقع حلاف في شمال بلاد الرافدين، كما أن فترة العبيد 3، التي تم العثور فيها على المزيد من نماذج القوارب، تتزامن مع توسع العبيد نحو الشمال وإلى الخليج الفارسي.
في موقع اتش 3 في الكويت الحديثة، تم العثور على نموذج قارب خزفي وقرص خزفي يحمل صورة لقارب ذو صاريين. يُعتبر الأخير أقدم دليل على استخدام الصواري والأشرعة. في نفس الموقع، تم العثور على قطع من القار مع محار ملتصق من جانب واحد وانطباعات قصب من الجوانب الأخرى. تعتبر هذه القطع أقدم دليل على وجود قوارب فعلية في غرب آسيا، وأقدم دليل على السفن البحرية في العالم.

### إنتاج الصوف
تعد الأدلة على إنتاج الصوف غير واضحة وغالبًا ما تكون غير مباشرة. تم إثبات وجود الأغنام ذات الصوف بشكل واضح في مواقع فترة أوروك، وبدأ تدجين الأغنام والماعز في الألفية التاسعة قبل الميلاد، لكن من غير الواضح متى بالضبط بدأ إنتاج الصوف بين هذين النقطتين الثابتتين. توجد بعض الأدلة على ظهور إنتاج الصوف في الألفية الخامسة قبل الميلاد، أي في أواخر فترة العبيد. تأتي بعض من أقدم الأدلة في شكل تمثال حيواني من إيران يعود تاريخه إلى حوالي 5000 قبل الميلاد، مع زخارف محفورة قد تمثل الصوف. في كوسك الشمالي، وهو موقع عبيدي في شمال سوريا، وُجدت أدلة غير مباشرة على إنتاج الصوف في شكل رؤوس مغزل، وخشبات طينية، وختم طيني مع انطباع حبل قد يكون قد جاء من حبل مصنوع من ألياف الصوف. كان لدى مجموعة عظام الحيوانات في هذا الموقع نسبة كبيرة من الأغنام/الماعز المدجنة، مع تغييرات في التجميع تشير إلى أن إنتاج المنتجات الثانوية (مثل الصوف والحليب) أصبح أكثر أهمية نحو أواخر العبيد وفترة أوروك. كانت رؤوس المغزل من كوسك شمالي، وأيضًا تلك الموجودة في تلول الثلاثات II (شمال العراق)، تتناقص تدريجيًا في الوزن، مما قد يشير إلى أن المزيد من الألياف ذات الجودة العالية أو الألياف الأكثر نعومة كانت تُنسج. في تل سوريجة (كردستان العراق)، تشير الأدلة من عظام الحيوانات أيضًا إلى أن إنتاج الصوف قد كان مهمًا.

### الأختام المطرزة
كانت الأختام المطرزة مستخدمة في بلاد الرافدين العليا منذ الألفية السابعة قبل الميلاد. بحلول فترة العبيد، تطورت مجموعة واسعة من الزخارف، بما في ذلك الأنماط الهندسية وتصوير الحيوانات وأحيانًا البشر.

### الدفن
يبدو أن الممارسة الأكثر شيوعًا للدفن خلال فترة العبيد كانت الدفن الأولي، أي دفن الجسم الكامل. خلال فترة العبيد 4، كان حوالي 80% من دفن البالغين و94% من دفن الرضع يتكون من دفن أولي. كان الموتى غالبًا ما يرافقهم زينة شخصية مثل الخرز، والقلائد، وأغطية الرأس. كما كانت الأواني (على الأرجح) التي تحتوي على مواد غذائية شائعة أيضًا. تم العثور على قطع من الأوكرا الحمراء أيضًا من القبور. تم التنقيب عن دفن في العديد من مواقع العبيد، حيث جاءت أعداد كبيرة بشكل استثنائي من تل عبادة (127 دفن للرضع) وإريدو (193 دفن).
بحلول الألفية الخامسة قبل الميلاد، تم التعامل مع الأطفال والبالغين بشكل مختلف في الموت. تشير الأدلة المتاحة إلى أن الرضع كانوا يدفنون عادة داخل المستوطنة، غالبًا بالقرب من المساكن الأكبر، التي يُفترض أنها كانت أكثر أهمية، وغالبًا في أوانٍ. تم توضيح ارتباط دفن الأطفال بالمباني الأكبر بشكل جيد في مواقع تل عبادة وتيبي غاورا. وقد اقترح أن نمط دفن الأطفال بالقرب من المساكن الأكبر كان مرتبطًا بزيادة التمايز الاجتماعي بين مجموعات الأقارب. من ناحية أخرى، كان يتم دفن البالغين في أطراف المستوطنة في مقابر جماعية في قبور حفرة أو داخل صناديق طينية. تم التنقيب عن مثل هذه المقابر، على سبيل المثال، في إريدو.
تمثل هذه الممارسات الدفنية انفصالًا واضحًا عن تلك الخاصة بفترة العصر الحجري المتأخر السابقة. خلالفترة العصر الحجري المتأخر، كان الدفن غالبًا ثانويا وكانت طرق الدفن متنوعة جدًا. شهدت فترة العبيد تحولًا ملحوظًا نحو الدفن الأولي، وأعراف دفن أقل تنوعًا، وأقل تنوعًا في هدايا الدفن. تم تفسير هذا التحول على أنه انعكاس لتغير التصورات حول الهوية الشخصية.

### تعديل الجسم
تأتي الأدلة على تعديل الجمجمة، أي تشكيل الرأس المتعمد، بين الرجال والنساء من العديد من المواقع الأثرية عبر بلاد الرافدين. حيث تم اكتشاف تشكيل الرأس، كان من نفس النوع، أي تشكيل رأس دائري أو ثنائي الحزام، مما يؤدي إلى شكل رأس ممدود. تم ممارسة أنواع مختلفة من تشكيل الرأس قبل وبعد فترة العبيد في الشرق الأدنى، لكن يبدو أن التقنية المحددة لتشكيل الرأس الدائري قد نشأت في إيران، شرق منطقة تأثير العبيد، وبلغت ذروتها خلال فترة العبيد. تم تفسيرها كعلامة على الانتماء إلى مجموعة ثقافية اجتماعية خلال العبيد.
تم العثور على شفيهات و/أو حلقات أذن أيضًا في العديد من المواقع الأثرية العبيدية عبر بلاد الرافدين ومناطقها الحدودية. في حالة واحدة على الأقل من جنوب غرب إيران، وُجدت شفيهة في وضعها الأصلي في دفن، تقع عند الفك السفلي للفرد المدفون مع تآكل الأسنان المرتبط مما يشير إلى أنها كانت تُرتدى. كانت الشفيهات غائبة عن مواقع حلاف في شمال بلاد الرافدين، مما يشير مرة أخرى إلى أنها قد كانت علامات مهمة على الهوية الثقافية الاجتماعية خلال فترة العبيد. يبدو أن استخدامها قد انخفض مرة أخرى خلال فترة أوروك.

## الاقتصاد المعاشي

### الزراعة
كشفت الحفريات الحديثة في تل زيدان عن ثروة من المعلومات حول الاقتصاد المعاشي لمستوطنة عبيدية كبيرة في شمال بلاد الرافدين. تضمنت الأنواع المزروعة الشعير، والقمح، والعدس، والبيقية المرة، والكتان. هناك بعض الأدلة على أن سكان زيدان مارسوا شكلًا من أشكال الري بمياه الفيضانات على الأراضي الزراعية. اقترح المنقبون أن عدم التنبؤ بهذا النوع من الري قد يكون عاملًا في زيادة التعقيد الاجتماعي. يشير الندرة النسبية لفضلات الحيوانات، والوجود الشائع لآثار الخشب المحترق، إلى أن الخشب كان يستخدم كوقود. في سوريجة، كانت الفضلات تُستخدم عادةً كوقود، وهناك بعض الأدلة على أن الماشية كانت تستخدم كحيوانات جر لحراثة الحقول.

### تربية الحيوانات
مرة أخرى، يوفر تل زيدان ثروة من المعلومات. تغيرت تكوين مجموعة عظام الحيوانات من زيدان بشكل كبير من فترة حلاف إلى فترة العبيد. خلال فترة حلاف، جاءت حوالي 50% من عظام الحيوانات من الأنواع البرية (مؤشر على الصيد)، بينما خلال فترة العبيد كانت أكثر من 90% تمثل الأنواع المدجنة (مؤشر على الرعي وتربية الحيوانات). كانت الحيوانات الشائعة هي الأغنام، والماعز، والماشية، والخنازير. أظهر مقارنة مع مواقع عبيدية أخرى في شمال بلاد الرافدين أن الرعي أصبح أكثر أهمية وانخفض الاعتماد على الحياة البرية بشكل ما، لكن هذا النمط لم يكن واضحًا كما هو في زيدان. لم يكن هناك أي مؤشر في زيدان على وجود تمييز مكاني عبر الموقع في كيفية استهلاك منتجات الحيوانات، مما يشير إلى أن المواد الغذائية لم تكن وسيلة للتعبير عن التمايز الاجتماعي.

### صيد السمك
توفر المواقع المرتبطة بالعبيد على طول ساحل الخليج العربي أدلة على الصيد. تشير مجموعة الأنواع المستعادة في اتش 3, على سبيل المثال، إلى أن الصيد كان يحدث على الأرجح في المياه الساحلية الضحلة. كما وُجدت التونة، التي لا يمكن اصطيادها الآن في خليج الكويت، في الموقع. قد يكون السمك سلعة محلية تم تداولها مقابل الفخار الرافدي الذي تم العثور عليه في المواقع على طول الخليج العربي.

## معرض صور

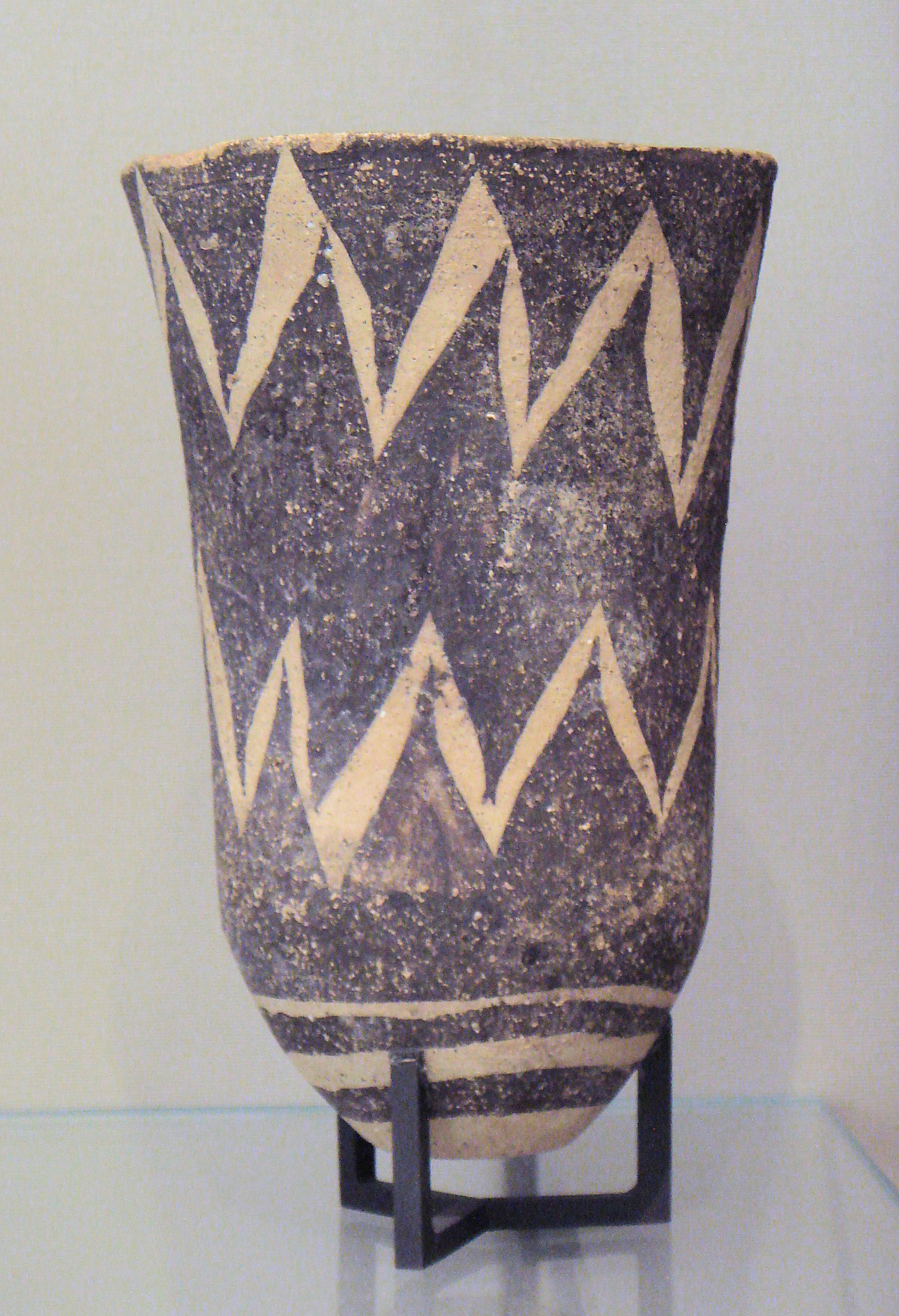
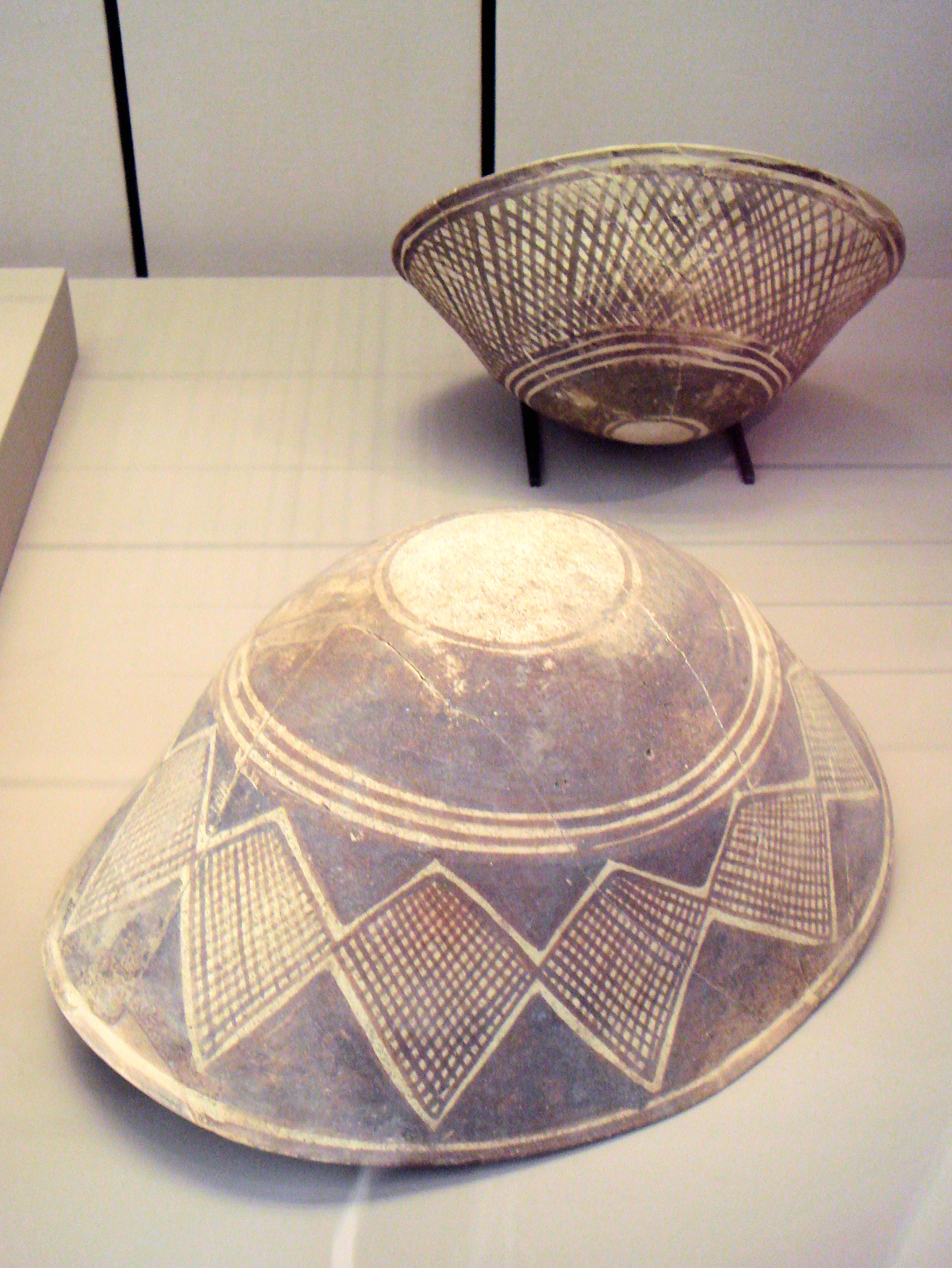
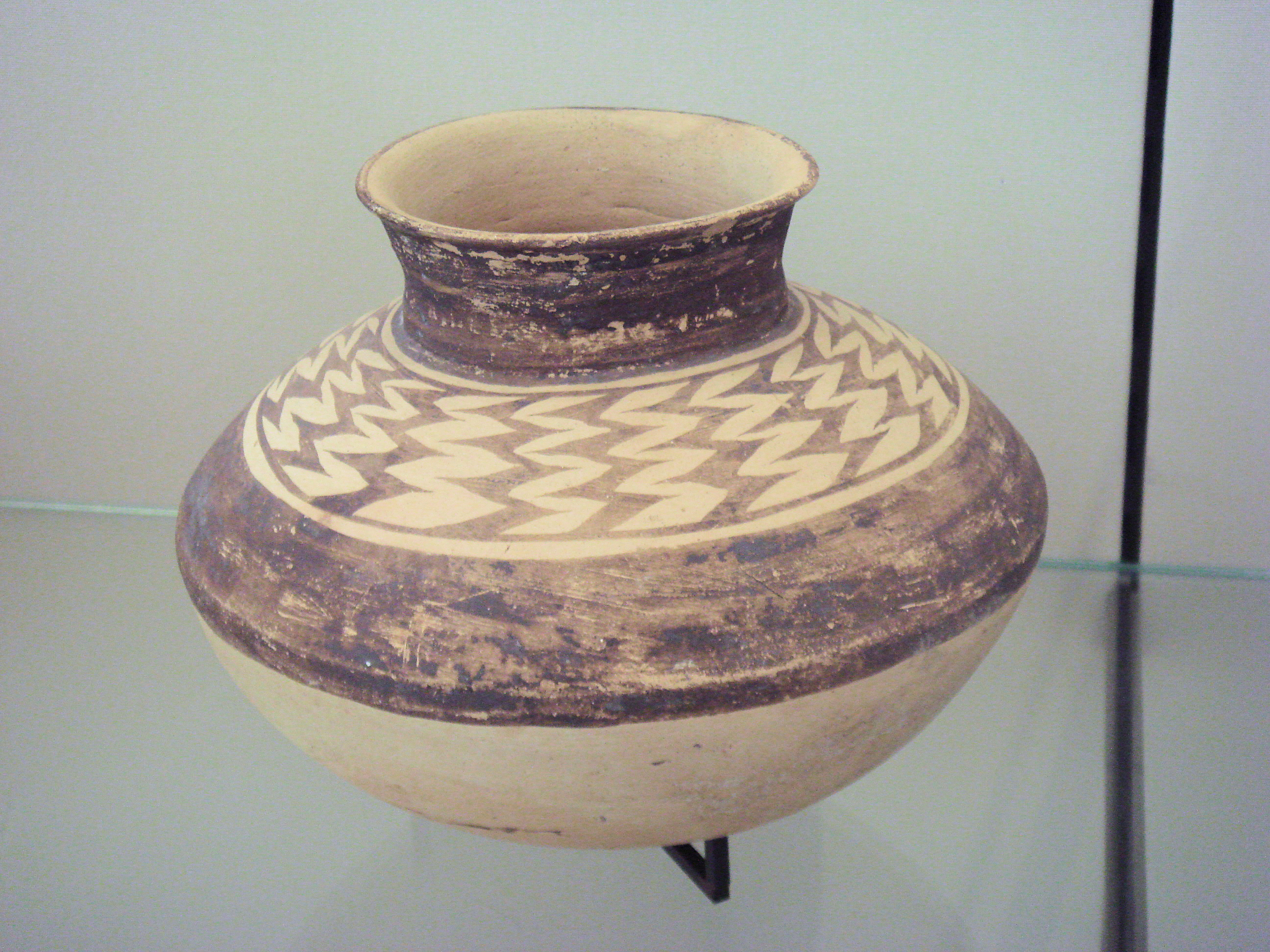
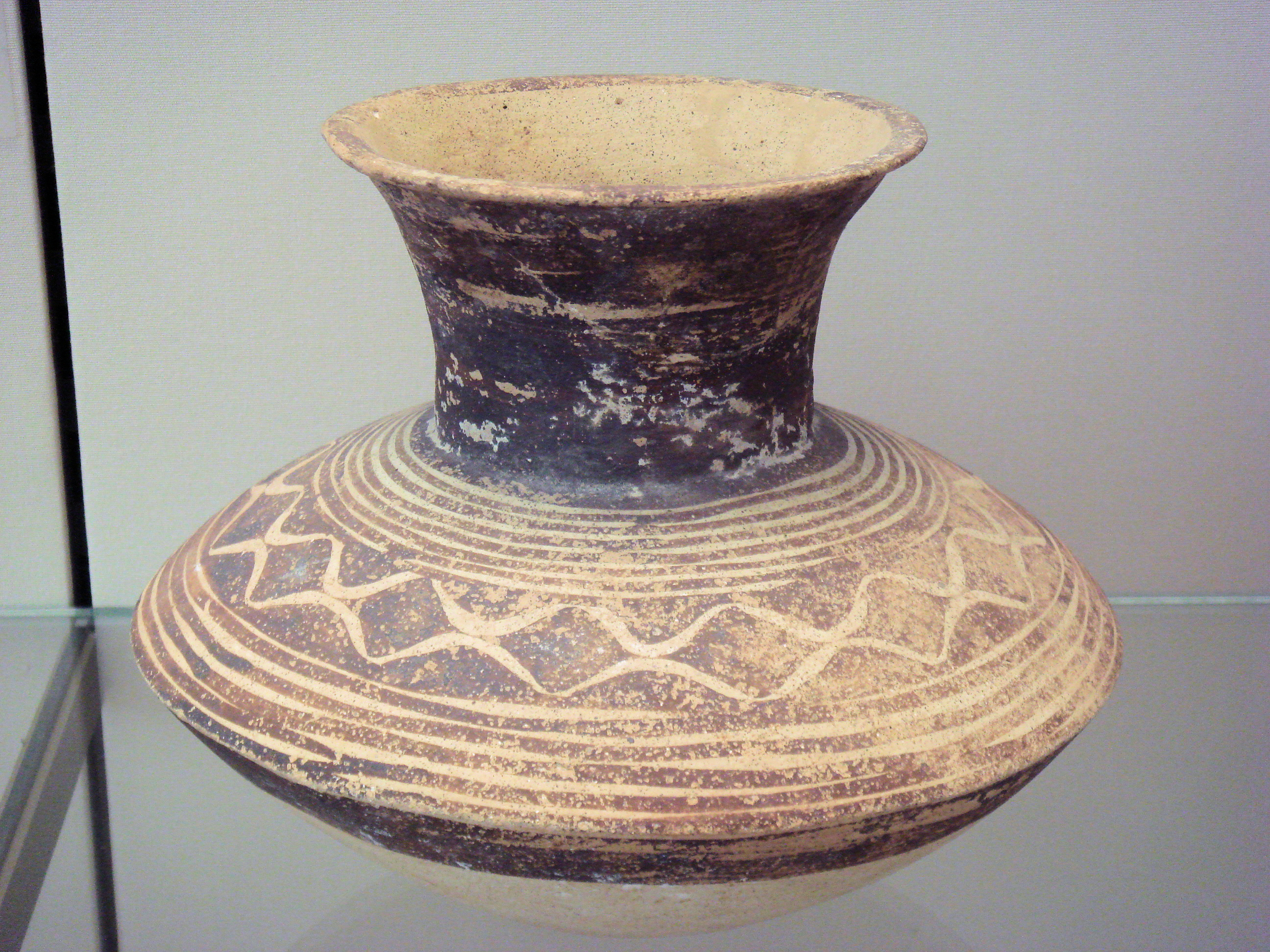
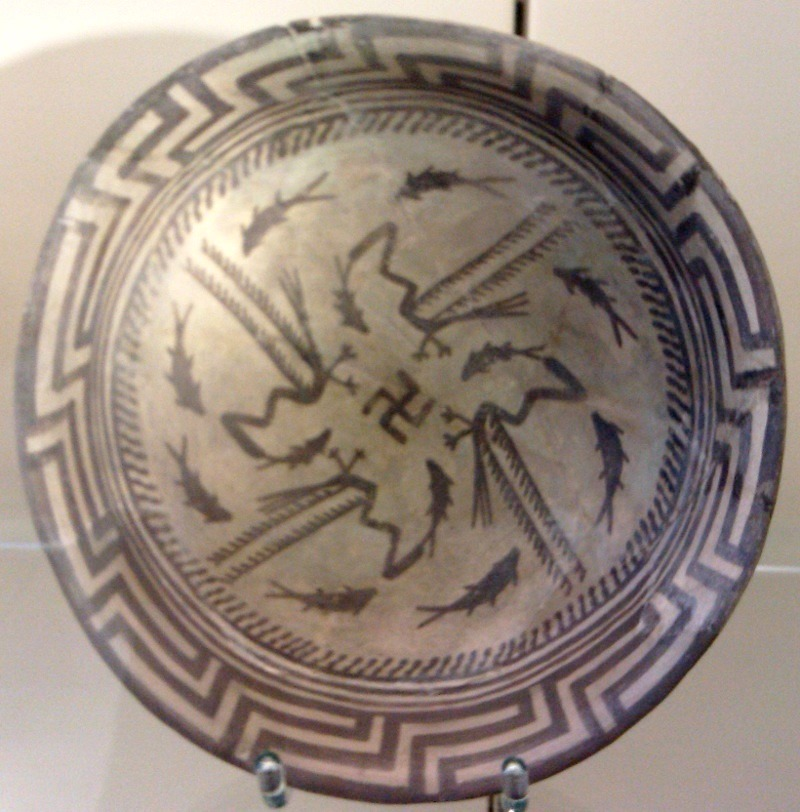
صحن سامراء في متحف بيرغامون، برلين.